# Sherghati
Sherghati é uma cidade e um município no distrito de Gaya, no estado indiano de Tamil Nadu.